# J.T. Snow
Jack Thomas Snow (Long Beach, California, 26 de febrero de 1968), más conocido como J.T. Snow, es un exjugador profesional estadounidense de béisbol que se desempeñó en la posición de primera base en las Grandes Ligas de Béisbol (MLB). Logró obtener seis Guantes de Oro.

## Carrera
Snow jugó como profesional una temporada en New York Yankees (1992), después pasó a California Angels (1993-1996), luego a San Francisco Giants (1997-2005), posteriormente a Boston Red Sox (2006), y finalmente, regresó a San Francisco Giants, donde jugó una temporada (2008), y fue el equipo en el que se retiró.

## Premios
Fue galardonado con el Guante de Oro en seis oportunidades (1995, 1996, 1997, 1998, 1999 y 2000).